# Erling Kagge
Erling Kagge (* 15. ledna 1963 Oslo) je norský dobrodruh, právník, nakladatel (Kagge Forlag) a spisovatel. Jako první bez jakékoli podpory a rádiového spojení přešel Antarktidu k Jižnímu pólu, o čemž informovaly přední světové deníky. Dostal se i na titulní stranu mezinárodní edice magazínu Time. Erling žije v Oslu, přednáší a propaguje „ticho ve věku hluku“.

## Kariéra
V roce 1990 Erling Kagge společně s Børge Ouslandem došli na Severní pól bez jakékoli podpory. Expedice začala na Ellesmerově ostrově. Cesta na Severní pól byla dlouhá 800 kilometrů. O tři roky později se Kagge vydal na Jižní pól, opět bez jakékoli podpory. V roce 1994 zdolal Mount Everest. Získal tak celosvětové prvenství v dobytí všech „tří pólů“.
Kagge byl posluchačem Univerzity v Cambridge, kde studoval filozofii. V roce 1996 založil nakladatelství Kagge Forlag. Kagge je autorem několika knih o cestování, filozofii a sběratelství uměleckých předmětů. Jeho kniha „Radost z ticha: Proč zavřít dveře před hlukem světa“ vyšla v roce 2018 česky v nakladatelství Jan Melvil Publishing.

## Radost z ticha
Kagge je propagátorem ticha v „ohlušujícím světě chytrých telefonů“. Ticho ho provázelo na jeho expedicích a o tichu se díky své popularitě mohl bavit i s dalšími světovými osobnostmi, jako je například Elon Musk. Kagge říká, že ticho není jen absencí hluku, ale je zásadním prvkem hudebních děl, je zdrojem inspirace i součástí příběhů hrdinů. „Ticho pro mě není jen absence zvuku, je to také schopnost objevit každý den zázrak,“ napsal Kagge.

## České překlady
- KAGGE, Erling. Duše objevitelů pólu: Jak nás přežití učí porozumět životu. Překlad Vrbová, Jarka. Praha: Portál, 2021. 144 s. ISBN 978-80-262-1840-1.
- KAGGE, Erling. Radost z chůze. Překlad Dohnálková, Eva. Praha: Alferia, 2020. 176 s. ISBN 978-80-271-2081-9.
- KAGGE, Erling. Radost z ticha. Překlad Petřík, Radek. Praha: Jan Melvil, 2018. 216 s. ISBN 978-80-7555-042-2.